# Daňový poradce
Daňový poradce je fyzická osoba, zapsaná v seznamu daňových poradců, který vede Komora daňových poradců České republiky v souladu s právem Evropské unie. Daňovým poradcem může být dle zákona také hostující daňový poradce.

## Činnost
Dle zákona daňový poradce poskytuje fyzické nebo právnické osobě (klientovi) daňové poradenství. Daňové poradenství se poskytuje na základě smlouvy uzavřené mezi daňovým poradcem nebo hostujícím daňovým poradcem a klientem. Za poskytnutí daňového poradenství náleží daňovému poradci nebo hostujícímu daňovému poradci odměna, jejíž výši si obě smluvní strany dohodnou.
Daňové poradenství mohou na základě smlouvy uzavřené mezi jimi a klientem vykonávat také obchodní společnosti nebo družstva, které daňové poradenství vykonávají pomocí daňových poradců, a které mají tuto činnost jako předmět podnikání zapsánu do obchodního rejstříku podle zvláštního předpisu. Právnická osoba poskytující daňové poradenství má při správě daní procesní postavení jako daňový poradce.
Profese daňového poradenství je upravena zákonem 523/1992 Sb. Vlastní rozsah činnosti daňových poradců je formulován poměrně široce jako „poskytování právní pomoci a finančně ekonomických rad ve věcech daní, odvodů, poplatků a jiných podobných plateb (dále jen daně), jakož i ve věcech, které s daněmi přímo souvisí (dále jen daňové poradenství)“. Působnost daňových poradců je tedy značně rozsáhlá a přesahuje pouhé vyplnění daňového přiznání. Daňoví poradci působí převážně v oblasti daní a účetnictví, jako odborníci poskytující komplexní servis, zahrnující zastupování klienta, poradenství, ekonomické a daňové plánování, zpracování účetnictví, kontrolní činnosti apod. Mnohé z těchto aktivit na trhu nabízejí i další subjekty. U daňových poradců je však tento servis nabízen převážně v rámci působnosti zákona 523/92 Sb., a to má za následek zpřesnění některých prvků vztahu poradce a klienta. Zákon totiž ukládá některá práva a povinnosti, a dává tak klientům záruky, které by u služby poskytnuté na např. na základě Živnostenského zákona neměli. Zákon jasně stanovuje daňovému poradci např. povinnost mlčenlivosti o všech skutečnostech, o kterých se v souvislosti s daňovým poradenstvím dozvěděl. Daňový poradce také odpovídá za škodu, která klientovi v souvislosti s daňovým poradenstvím vznikne.
Mezi základní povinnosti daňového poradce patří také povinnost uzavřít před zahájením výkonu daňového poradenství smlouvu o pojištění odpovědnosti za škodu, která by mohla vzniknout v souvislosti s výkonem daňového poradenství. Splnění této povinnosti sleduje pečlivě Komora daňových poradců České republiky (dále jen komora), která dohlíží na výkon daňového poradenství a ověřuje činnost daňových poradců v souladu s obecně závaznými právními předpisy. V praxi to znamená, že komora sleduje a eviduje, zda jsou daňoví poradci řádně pojištěni a v rámci svých pravomocí zasahuje formou ukládání sankcí v případech, že tomu tak není. Konkrétní sankce, která je v tomto případě zpravidla uplatňována, je pozastavení výkonu daňového poradenství do doby uzavření pojistné smlouvy, což v praxi znamená na určitou dobu odebrání práva vykonávat profesi. Komora považuje aktivitu v této oblasti za zásadní, protože garance odpovědnosti a uhrazení případných škod je jedním z důležitých principů zákona o daňovém poradenství.
Zákon 523/92 Sb. však již neupravuje konkrétní postupy a formy pojištění. Je tedy individuální věcí každého daňového poradce, jak bude v této věci postupovat. Proto je její dlouhodobou snahou nejen kontrolovat splnění povinnosti sjednat odpovídající pojištění, ale také vytvořit odpovídající podmínky takovéhoto pojištění. V současné době mají daňoví poradci při sjednání pojištění tyto možnosti: · rámcová pojistná smlouva sjednaná mezi komorou a pojišťovnou Kooperativa · individuální pojistná smlouva s kteroukoli pojišťovnou nabízející odpovídající typ pojištění Při uzavírání individuálních pojistných smluv si mohou daňoví poradci vybrat z celé řady nabídek mnohých pojišťoven, které na našem trhu takovéto pojištění nabízí. Doporučení komory směřuje k tomu, aby se každý vždy pečlivě seznámil nejen s vlastní pojistnou smlouvou, ale také se všeobecnými podmínkami, zkušenostmi v této oblasti a referencemi. Pro správný výběr rozhodně nestačí nabídka výhodného pojistného. Přestože název pojistného produktu bývá podobný, rozsah jednotlivých nabídek je velmi různý. Aby komora zjednodušila a zpřehlednila systém pojištění daňových poradců, uzavřela rámcovou pojistnou smlouvu, jejíž praktickou aplikaci garantuje zkušená makléřská společnost.
Cca 80–90 % daňových poradců, kteří výhod kolektivního pojištění přes rámcovou pojistnou smlouvu využívají, má garantován produkt z hlediska kvality i dlouhodobé perspektivy. Jak bylo v úvodu konstatováno, rozsah činnosti daňového poradce bývá obvykle velmi široký. Aby měl klient odpovídající záruky, je třeba, aby stejně široce bylo sjednáno i pojištění. Proto je rámcová pojistná smlouva koncipována tak, že se vztahuje na škodu vzniklou v souvislosti s výkonem daňového poradenství, a to v rozsahu působnosti zákona 523/92 Sb. Zahrnuje tedy krytí škod v celé šíři, definované v úvodních větách tohoto článku. Pojištění se vztahuje zejména na odpovědnost za škodu způsobenou: a) činností zaměstnanců b) daňovou radou a zastupováním ve věcech daní c) zpracováním zdravotního a sociálního pojištění d) vydáním odborných posudků e) uplatněním sankcí vůči klientovy ve smyslu zákona 337/92 Sb., o správě daní a poplatků f) nesprávnou aplikací právního předpisu a chybným výpočtem.
Mnohá nedorozumění mezi klientem a daňovým poradcem vznikají z chybného pochopení uvedeného rozsahu pojištění. V této souvislosti je podstatné zdůraznit zejména, že obecně zde rozebíraná odpovědnost a následné pojištění je uplatnitelné, jen pokud se jedná o činnost v rámci zákona 523/92 Sb. Klient může dostat službu vedení účetnictví, která je poskytnuta daňovým poradcem, ale protože se jedná pouze o vedení účetnictví, bez jakékoli vazby a souvislosti např. na zpracování daňového přiznání či jiného daňového poradenství, jedná se zpravidla o činnost vykonávanou na základě Živnostenského zákona, a pravidla pro ni jsou tudíž upravena rozdílně. V některých případech se klienti chybně domnívají, že škodou je navýšení daně. Přitom pokud by byla stanovena daňová povinnost správně, tato částka by byla odvedena v odpovídající výši již v řádném termínu po odevzdání daňového přiznání. Je pravda, že i navýšení daně může být v některých případech škodou. Tuto skutečnost však musí potvrdit soud. Každá pojistná smlouva obsahuje také ustanovení o výlukách pojištění. Sem bude jistě vždy patřit škoda způsobená úmyslně či jakýmkoli nepoctivým nebo podvodným jednáním. U pojištění daňových poradců je vhodné, aby existovala možnost sjednání pojištění po ukončení činnosti, aby existovala záruka náhrady také po vynuceném (nemoc, úraz) nebo nevynuceném (odchod do důchodu) ukončení výkonu daňového poradenství. Komoře daňových poradců ČR a odpovědné makléřské společnosti se mimo tyto ustanovení do rámcové pojistné smlouvy podařilo doplnit pojištění na odpovědnost za škodu na věcech, které daňový poradce převzal v rámci daňového poradenství a pojištění odpovědnosti za škody způsobené nedodržením zahraničního práva a mezinárodních účetních standardů. Daňoví poradci mají dále možnost sjednat další nadstavbové pojistné smlouvy, které více či méně navazují na pojištění základní, např. pojištění odpovědnosti správců konkursních podstat a likvidátorů, pojištění vozidel, apod. Z dosavadního průběhu likvidace škod lze udělat obecný závěr, že škodní průběh u daňových poradců nijak nevybočuje z obvyklé četnosti a výše, která by se dala předpokládat u tohoto druhu činnosti. Pro klienty je ale podstatné to, že bez ohledu na konkrétní pojištění daňového poradce, je jeho odpovědnost za škodu, která vznikne v souvislosti s daňovým poradenstvím v rozsahu zákona 523/92 Sb., nezpochybnitelná.“ – Komora daňových poradců.

## Oprávnění k výkonu daňového poradenství
Právo vykonávat daňové poradenství nabývá fyzická osoba dnem zápisu nebo registrace do seznamu daňových poradců (dále jen „seznam“). K tomuto dni se vydá daňovému poradci osvědčení o zápisu do seznamu nebo hostujícímu daňovému poradci osvědčení o registraci v seznamu (dále jen „osvědčení“).
Fyzickou osobu, pokud splňuje podmínky stanovené mezinárodní smlouvou, kterou je Česká republika vázána, a není zapsána nebo zaregistrována, je komora povinna zapsat do seznamu po složení kvalifikační zkoušky, nejpozději však do konce měsíce následujícího po měsíci, v němž fyzická osoba zkoušku složila. Mimo dalších podmínek může kvalifikační zkoušku složit pouze fyzická osoba, která dle zákona získala alespoň vysokoškolské vzdělání nejméně v rámci akreditovaného bakalářského studijního programu.